# Mensola (torrente)
Il torrente Mensola (talvolta la Mensola) è un breve corso d'acqua dell'area fiorentina. Nasce nel territorio di Fiesole e si getta in Arno (sul suo versante destro) tra i quartieri di Varlungo e Rovezzano.

## Storia
Il nome Mensola è molto antico e deriverebbe, secondo alcune ipotesi, dal personale etrusco Meisula; quale sia l'origine effettiva del nome, di sicuro si sa che la valle del Mensola è di antichissima colonizzazione: sono stati ritrovati nelle sue vicinanze reperti etruschi che fanno supporre la presenza di insediamenti urbani in dipendenza dalla vicina Fiesole ed in prossimità dell'antica strada etrusca per Arezzo (poi confluita nel tracciato romano della via Cassia Antica).
Le ville padronali ed i poderi della zona pedecollinare sono invece parte di insediamenti riconducibili al XIII secolo.
Il nome Mensola si ritrova attualmente nei toponimi del borgo di Ponte a Mensola, sulla via settignanese (ora via D'Annunzio), e della vicina Chiesa di San Martino a Mensola. Il torrente viene anche citato dal Boccaccio nel suo poemetto Ninfale fiesolano: lo scrittore vi narra la storia di una ancella della Dea Diana di nome Mensola, che viene da questa tramutata in ruscello come punizione per aver trasgredito all'obbligo di castità, avendo infatti avuto un figlio dal giovane Affrico; questi, scoperta la morte dell'amata, si toglierà quindi la vita e verrà a sua volta tramutato nel vicino torrente.
Il Boccaccio del resto conosceva bene la zona e la sua toponomastica, avendo vissuto fino all'età di 23 anni nel vicino borgo di Corbignano; lo stesso Decamerone sarebbe ambientato nella villa di Poggio Gherardo, a poca distanza dal corso del Mensola, nel quale i giovani protagonisti del libro usano recarsi a fare il bagno.

Nella Nuova cronica, Giovanni Villani cita la Mensola (nei manoscritti citato anche nella sua variante grafica 'Melsola'), al cap. 47 del X libro, dove tratta del tentativo dell'imperatore Arrigo VII di conquista della città di Firenze nel 1312: "Et così il seguente giorno a dì XVIIII di settembre CCCXII, lo’mperadore venne ad oste alla città di Firençe ardendo la sua gente quanto si trovavano innançi, et così passò il fiume d’Arno allo’ncontro, ov’era la Melsola, et attendossi alla badia di Santo Salvi, forse con M cavalieri".

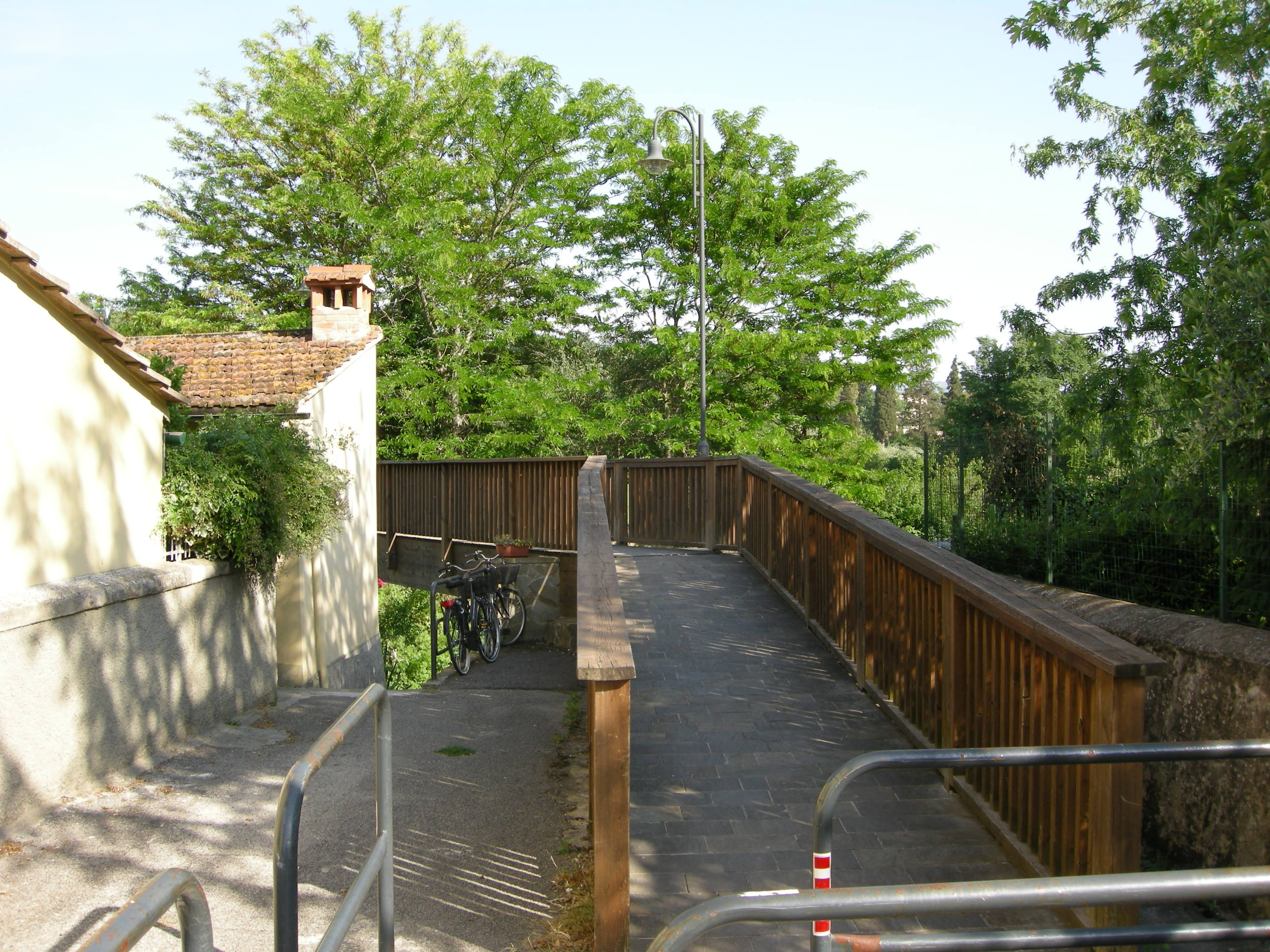
Ponte pedonale sulla Mensola, presso Settignano

## Il corso
Il Mensola nasce in località Mulinaccio, nella piccola valle tra i poggi di Maiano e Vincigliata, dall'unione del fosso di Bucine (che dal versante orientale del Monte Ceceri scende costeggiando le cave di Maiano) con il fosso di Valonica (che raccoglie le acque dei pressi di Villa Peyron).
Dopo aver oltrepassato Villa I Tatti, sede fiorentina della Harvard University, il torrente raggiunge l'abitato di Ponte a Mensola e da qui dopo aver ricevuto le acque del fosso del Camposanto, proveniente da Settignano, scende a valle verso la zona di Coverciano e del Gignoro fino alla piana del Guarlone; qui riceve il canale di scolo di un impianto di chiarificazione delle acque, dopo di che il suo corso è incanalato in sotterranea per oltrepassare la Direttissima Roma-Firenze; al di là dei binari il torrente vede la luce nuovamente per pochi metri, per venire subito interrato in un condotto in cui percorre l'ultima parte del suo corso (condividendo quindi la stessa sorte dei vicini torrenti Affrico e Fosso San Gervasio).
Il tracciato del torrente nella sua porzione coperta è ancora ora riconoscibile, poiché in superficie vi corrisponde una stretta e sinuosa striscia erbosa che dalla ferrovia incrocia via Rocca Tedalda prima e via Aretina poi. Da qui ha inizio il cosiddetto Giardino del Checkpoint, che costeggia il plesso scolastico Cambray Digny fino ad arrivare ad un parcheggio per pullman costruito in occasione del Giubileo del 2000; il viale all'interno del giardino ricalca esattamente il percorso del tubone sotterraneo.
Da qui infine il torrente si butta in Arno, vedendo nuovamente la luce tra i masselli della pescaia di Rovezzano nella località detta Sardigna, tra il ponte di Varlungo ed il mulino di Rovezzano; qui, al pari della Sardigna delle Cascine, si scaricavano le carcasse degli animali morti e gli scarti dei macelli.

## L'area protetta
La valle del Mensola è stata riconosciuta come Area Naturale Protetta di Interesse Locale dai consigli comunali di Firenze (gennaio 2002) e Fiesole (Maggio 2002); la sua parte più alta si pone nel territorio fiesolano in continuazione dell'area protetta di Montececeri, della quale costituisce un diretto prolungamento.
L'area protetta del Mensola copre un totale di 297 ettari, pressoché equamente divisi sui due versanti comunali, dal Monte Ceceri fino al Guarlone, attraversando il territorio di Settignano, e costituisce una delle aree di maggiore interesse naturalistico e paesaggistico della collina fiorentina; al suo interno si individuano:
- aree moderatamente urbanizzate, con la presenza di piccoli borghi e di ville padronali, pievi, casali rurali e giardini di notevole interesse storico e paesaggistico; tra le ville più importanti che si affacciano sulla valle si citano, oltre alla già menzionata villa I Tatti, la villa della Capponcina (già proprietà di Gabriele D'Annunzio), Villa Gamberaia, Villa Strozzi (il Querceto), Villa Il Quercione.
- aree agricole, perlopiù destinate a vigne ed oliveti, di pertinenza degli antichi poderi (tredici nella sola proprietà di Villa Strozzi). Molte delle aree un tempo coltivate non sono attualmente sfruttate; in alcuni casi però si sono stabilite coltivazioni di grano ed erba medica. Si segnala inoltre, nelle vicinanze di Villa Bracci, la presenza di orti sociali che il Comune di Firenze ha dato in gestione ad anziani del quartiere, per lo sviluppo di un'agricoltura sostenibile e la realizzazione di compost.
- aree boschive in parte spontanee, costituite in special modo da roverelle, cerri, lecci, aceri campestri, in parte di origine antropica, soprattutto rimboschimenti di conifere quali pini d'Aleppo, pini domestici, o filari di cipressi in corrispondenza delle ville padronali e dei poderi)[3].
- l'area del letto fluviale, sovente oggetto di operazioni di riqualifica e riassestamento da parte dei Comuni e di privati; tra questi si segnala l'Associazione Mensola che provvede alle cure degli argini, alla ripulitura del letto e alla piantumazione di arbusti lungo le ripe del torrente.

Oltre al già citato patrimonio arboricolo, si segnala la presenza nella valle di un'interessante flora spontanea di anemoni, ranuncoli ed orchidaceae in corrispondenza delle zone agricole meno intensamente sfruttate.
Dal punto di vista faunistico, nella A.N.P.I.L. del Mensola si segnala la presenza tra le altre di crostacei (quali granchi e gamberi di fiume), di anfibi e piccoli mammiferi quali volpi, faine, scoiattoli e ricci; nella parte inferiore del corso del torrente sono state censite oltre sessanta specie di uccelli nidificanti quali picchio verde, upupa, taccola, cuculo, e vari rapaci, sia diurni che notturni.